# Triftmeer
Het Triftmeer (Duits: Triftsee) is een meer in de Zwitserse Alpen nabij Gadmen, in het uiterste oosten van het kanton Bern.
Het meer ontstond in 2002 door het smelten van het onderste deel van de Triftgletsjer. Daardoor was men in 2004 genoodzaakt een brug, de Triftbrücke te bouwen om de Trifthutte, een berghut van de Schweizer Alpen-Club (SAC) nog te kunnen bereiken.